# Удол
Удол (слч. Údol) насељено је мјесто са административним статусом сеоске општине (слч. obec) у округу Стара Љубовња, у Прешовском крају, Словачка Република.

## Становништво
| Година:    | 1994. | 2004.   | 2014.   | 2024.   |
| ---------- | ----- | ------- | ------- | ------- |
| Број људи: | 459   | 417     | 396     | 367     |
| Разлика:   |       | -9,15 % | -5,03 % | -7,32 % |

| Година:    | 2023. | 2024.   |
| ---------- | ----- | ------- |
| Број људи: | 370   | 367     |
| Разлика:   |       | -0,81 % |

Према подацима о броју становника из 2024. године насеље је имало 367 становника.